# Slavko Ježić
Slavko Ježić (Dubrava kraj Čazme, 17. veljače 1895. – Zagreb, 5. svibnja 1969.), hrvatski književnik, književni povjesničar i prevoditelj. Jedan od najuglednijih urednika izdanja hrvatskih pisaca.
Završio je romanistiku i slavistiku u Beču, te je bio intedant HNK-a i profesor književnosti na Višoj pedagoškoj školi i Filozofskom fakultetu u Zagrebu. Autor je prve cjelovite povijesti hrvatske književnosti, a posebno se bavio razdobljem ilirizma. Pisao je pjesme i novele, prevodio je više jezika, te priredio nekoliko antologija i uredio kritička izdanja. Jedan je od utemeljitelja hrvatskog PEN-kluba.

## Životopis
Slavko Ježić rodio se je 17. veljače 1895. u Dubravi kraj Čazme u otca Đure (seoski kovač) i majke Antonije. Zalaganjem učitelja Ledinića dobio je potporu iz Kundekove zaklade koja mu je omogućila daljnje školovanje u Bjelovaru (1904. – 1912. na Kr. realnoj gimnaziji bjelovarskoj) i studij romanistike i slavistike u Beču.
Bio je profesor u Klasičnoj gimnaziji u Zagrebu od 1935. do 1937. i od 1941. do 1942. godine. Kao mladi gimnazijski profesor i inspektor za srednju nastavu, a ubrzo i sveučilišni nastavnik, Ježić putuje po Europi i objavljuje svoje dojmove u dnevnim listovima. Boraveći u Bečkom Novom Mjestu nadahnjuje se tragedijom Zrinsko-Frankopanskom i piše raspravu o Franu Krstu Frankopanu kao književniku, a to je bila i tema njegova doktorata u Beču. Svoje dojmove s putovanja brižno zapisuje u dnevniku, koji će ga često navoditi na nove književne radove.
Studij romanistike i slavistike završio je u Beču postigavši 19. srpnja 1916. u dvadesetiprvoj godini doktorat filozofije summis auspiciis Augustissimi Imperatoris ac Regis Francisci Josephi I s temom Die literarische Tätigkeit Fran Krsto Frankopans. Plod toga je prva monografija o životu i književnome djelu Frana Krsta Frankopana Život i rad Frana Krste Frankopana, 1921. Poslije je bio predavač na Višoj pedagoškoj školi i Filozofskom fakultetu u Zagrebu. Napisao prvu cjelovitu povijest hrvatske književnosti (Hrvatska književnost od početaka do danas, 1943.). Osobito se bavio razdobljem ilirizma. Kao povjesničar hrvatske književnosti odgojio je naraštaje mladih književnika, svojih sljedbenika i nasljednika. Njegova Hrvatska književnost od početka do danas neizostavan je znanstveni priručnik za proučavanje hrvatske književnosti tijekom pet stoljeća.
Priredio je nekoliko antologija (Francuska lirika, 1941.; Ilirska antologija, 1934; Hrvatski putopisci XIX. i XX. stoljeća', 1955.; Antologija svjetske lirike, 1957. i 1965.). Prevodio je s više jezika na hrvatski, a neka djela hrvatskih pisaca na njemački i francuski jezik. Kao vrstan poznavatelj francuskoga jezika Ježić je preveo mnoga djela galskih velikana pera, približivši ih tako hrvatskoj čitateljskoj publici. Mnoga scenska djela i danas se izvode u njegovu prijevodu. Među piscima čija je djela prevodio jesu Marcel Prévost (Ženska pisma, 1923.), Guy de Maupassant (Lijepi Georges, 1932. i Pierre et Jean, 1952.), Honoré de Balzac (Vragoljaste priče, 1953.), Jean de la Fontaine, (Basne, 1948.), Molière (Tartuffe, Mizantrop, Sganarelle ili Umišljeni rogonja, Škola za žene) i William Shakespeare (Kako vam se sviđa, 1952.). Uredio je brojna djela hrvatskih književnika (August Šenoa, Vjenceslav Novak, Stanko Vraz, Antun Nemčić, Mirko Bogović, Matija Mažuranić, Fran Krsto Frankopan). Posebno mjesto u Ježićevu uređivačkome radu zauzima njegov zadnji urednički pothvat – kritičko izdanje Sabranih djela Augusta Šenoe u 12 svezaka (1963. – 1964.). Zadnji svezak toga niza Ježićeva je monografija o Šenoinu životu i djelu.
Kao povjesničar književnosti i poznavatelj stare i nove hrvatske literature, znao je u svakog pisca uočiti ono najbitnije. Zato Ježićeva znanstvena djela nisu samo faktografski podsjetnici, nego, prije svega, zaokruženi pogledi autorova golemog znanja o hrvatskoj književnoj prošlosti, koju je finim pojedinostima i pravim vrednovanjem pojedinih tekstova znao približiti slušatelju i čitatelju stvarajući od nekadašnjih suhoparnih pregleda životni roman hrvatske književnosti. Temeljitost i lakoća, kojom je Slavko Ježić razrješavao i najteže književne probleme, učinili su ga jedinstvenom, osebujnom i nezaobilaznom pojavom hrvatske suvremene povijesno-književne riječi.
Pisao je i objavljivao pjesme (zbirka Somnia vitae, 1933.) te novele (Životi u sjeni, 1943.), a autor je i jednog romana (Brak male Ra, 1923.) u kojem opisuje događanja zadnjih godina Austro-Ugarske Monarhije pa i prosinačke žrtave 1918. kojima je osobno svjedočio. Ostala važnija djela: Prvi hrvatski pripovjedači iza Preporoda (1935.); Život i djelo Augusta Šenoe (1964.). Pišući prozu i poeziju, izgradio je vrlo lijep stil, koji postaje bitnom značajkom njegova prevodilačkog znalaštva i profinjenosti.
U mladosti bio je jedan je od prvih hrvatskih esperantista. Godine 1909. u časopisu "Kroata Esperantisto" izašla je njegova originalno na esperantu pisana ljubavna pjesma "Se ci scius" (Kad bi ti znala). To je ujedno i prvi literarni uradak među hrvatskim esperantistima.
Sjajan je i zanimljiv primjer spomenara Ježićev spomenar, koji se čuva u Nacionalnoj i sveučilišnoj knjižnici u Zagrebu, a u koji su se pokojim retkom, pjesmom, crtežom ili fotografijom upisali, između ostalih, Maja Strozzi-Pečić, Dragutin Domjanić, Branimir Livadić, Vatroslav Jagić, Đuro Körbler, Ivo Vojnović, Vladimir Nazor, Milan Begović, pa čak i čuveni Rabindranath Tagore pri svojem posjetu Zagrebu 13. studenoga 1926. te Paul Claudel.
Dvaput se je ženio, 1929. Višnjom Petričević, s kojom je imao tri sina (Slavko Eduard "Dodo", Hrvoje Lujo "Buco" i Branimir Ivan), i 1948. (civilno) odn. 1952. (crkveno) s Valeriom Noršić (Waldrich), s kojom je dobio četvrtoga sina Mislava. Svoju veliku ljubav prema sinovima pretočio je i u jednu slikovnicu za djecu: Dodo i Buco. Iz tatine bilježnice (1943.).
Slavku Ježiću podignut je 1996. spomenik u njegovu rodnome mjestu Dubravi kraj Čazme. Po Ježiću je u Zagrebu i Zadru imenovana po jedna ulica.

## Djela
- "Život i rad Frana Krste Frankopana. S izborom iz njegovih djela. O 250. obljetnici zrinsko-frankopanske pogibije", Zagreb: Izvanredno izdanje Matice hrvatske – 1921.
- "Brak male Ra. Roman iz običnog života u veliko doba", Zagreb: Naklada „Vijenca“ – 1923.
- "Francuska književnost do kraja klasičnog doba (842. – 1715.)", Zagreb: Tisak i naklada tiskare „Merkantile“ – 1928. Slavko Ježić, Hrvatska književnost od početaka do danas 1100. – 1941. (2. izdanje 1993.)
- "Somnia vitae. Pjesme", Zagreb: Književni život – 1933.
- "Ilirska antologija. Književni dokumenti hrvatskoga preporoda", Zagreb: Minerva nakladna knjižara d. d. – 1934.
- "Prvi hrvatski pripovjedači iza Preporoda 1850-1880" (ur. S. Ježić), Zagreb: Minerva nakladna knjižara d. d. – 1935.
- "Francuska lirika" (uredio i predgovor napisao S. Ježić), Zagreb: Naklada zaklade tiskare Narodnih novina – 1941.
- "Hrvatska književnost. Od početka do danas 1100-1941", Zagreb: Naklada A. Velzek – 1943.
- "Životi u sjeni. Novele", Zagreb: Tiskara Poljak i Glatz – 1943.
- "Hrvatski putopisci XIX. i XX. stoljeća" (Ur. S. Ježić), Zagreb: Zora  – 1955.
- "Antologija svjetske lirike" (ur. S. Ježić i G. Krklec), Zagreb: Kultura – 1957.
- "Život i djelo Augusta Šenoe. Prilozi" (August Šenoa, Sabrana djela, Knjiga XII., kritičko izdanje prir, S. Ježić), Zagreb: Znanje  – 1964.
- "Antologija svjetske lirike" (ur. S. Ježić), Zagreb: Naprijed (Novo izdanje) – 1965.
- "Hrvatska književnost. Od početaka do danas 1100. – 1941." (Drugo izdanje), Zagreb: Grafički zavod Hrvatske – 1993.

## Vanjske poveznice
- Ježić, Slavko Hrvatska enciklopedija. LZMK
- LZMK / Proleksis enciklopedija: Ježić, Slavko
- LZMK / Krležijana: Ježić, Slavko
- LZMK / Hrvatski biografski leksikon: Ježić, Slavko(autorica: Ankica Šunjić, 2005.)
- Slavko Ježić – okrugli stol povodom 50. obljetnice smrti, Matica hrvatska 22. 5. 2019
- Hommage Slavku Ježiću povodom 50. obljetnice smrti, Kuća Šenoa 30. 5. 2019.